# Assedio di Zaltbommel
L'assedio di Zaltbommel, fu un assedio combattuto presso la città di Zaltbommel (attuali Paesi Bassi) dal 15 maggio al 13 luglio 1599, nell'ambito della guerra degli ottant'anni. Gli spagnoli guidati da Francisco López de Mendoza y Mendoza lanciarono una campagna militare attorno a Bommelerwaard, difesa dalle forze anglo-olandesi al comando di Maurizio d'Orange. L'assedio della città di Zaltbommel da parte delle truppe spagnole venne tentato ma dovette infine essere tolto. Mendoza si ritirò col suo esercito nel caos più completo e gli ammutinamenti impedirono di organizzare nuove azioni militari per diversi anni. Come risultato, gli anglo-olandesi iniziarono una controffensiva.

## Antefatto

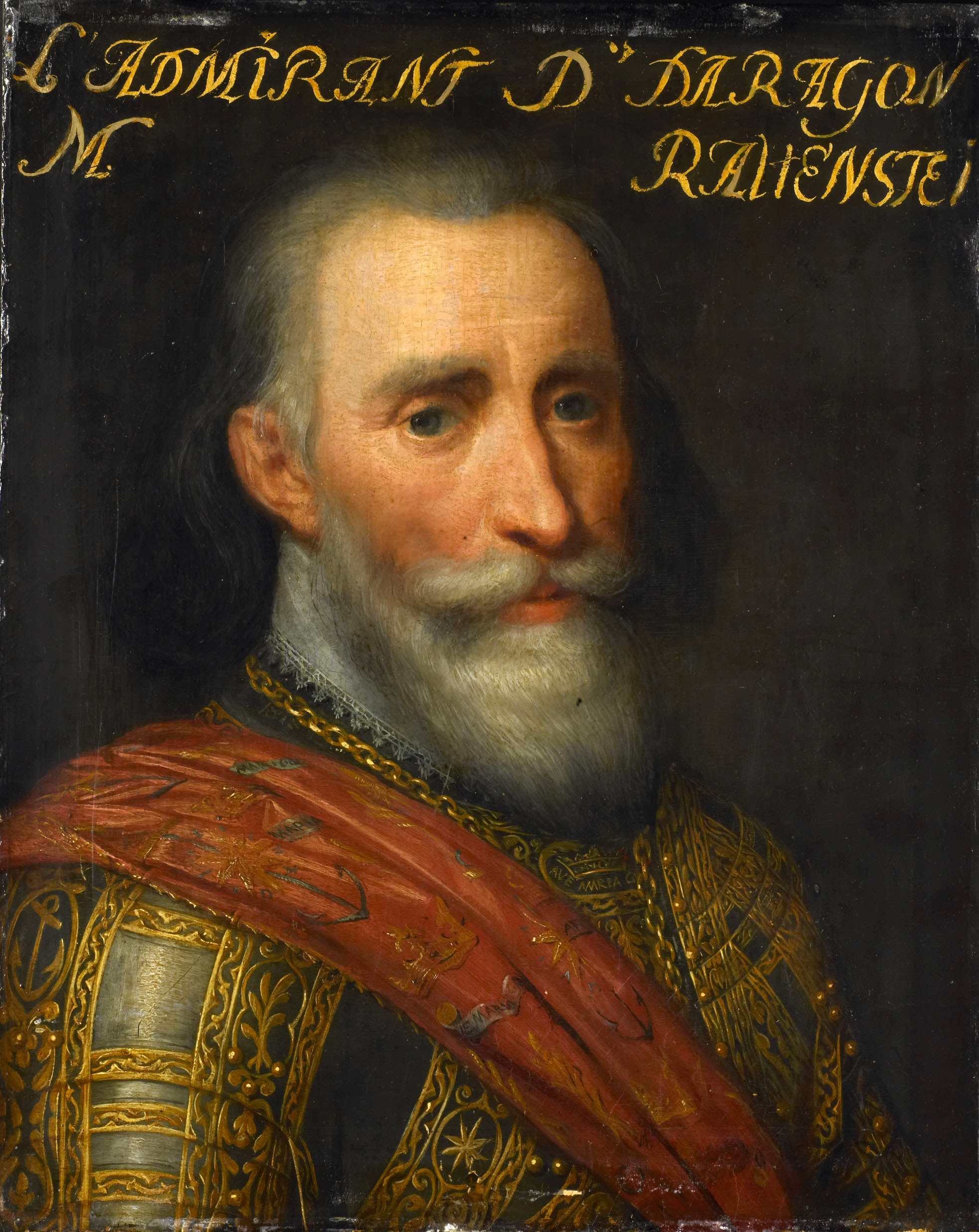
Ritratto di Francisco de Mendoza eseguito da Jan van Ravesteyn

Nel 1572 la città di Zaltbommel aveva dichiarato la sua indipendenza dall'autorità spagnola e si era legata agli insorti olandesi. La città era quindi divenuta l'obbiettivo degli spagnoli e venne per questo assediata, riuscendo comunque a resistere. Zaltbommel era una città importante in quanto era una delle fortezze di confine con la Germania. Maurizio sapeva dell'importanza strategica del sito e dal 1580 fece rafforzare le difese locali sotto la guida di Adriaen Anthonisz. Diversi rivellini e bastioni vennero costruiti attorno alla città, ma le mura necessitavano di pesanti riparazioni. Maurizio d'Orange ad ogni modo si assicurò che Zaltbommel fosse in grado di reggere un assedio, e per questo fece in modo che non solo la guarnigione ma anche la popolazione fosse adeguatamente rifornita di beni e rifornimenti. Diverse furono le misure applicate per consentire un costante rifornimento alla città.
Nell'aprile del 1599, l'esercito spagnolo si trovava in Gheldria guidato da Francisco de Mendoza, ammiraglio d'Aragona, agli ordini di Alberto VII d'Asburgo. Il 17 aprile l'arciduca lasciò una parte delle sue truppe a coprire l'area del Reno e due giorni dopo le forze di Mendoza marciarono in direzione di Schenkenschans con 12 000 uomini per porre assedio alla città. Mendoza tentò di isolare Zaltbommel assediando Schenkenschanz il 28 aprile, ma la guarnigione inglese fu in grado di respingere gli spagnoli con pesanti perdite. Nel contempo il grosso dell'esercito anglo-olandese al comando di Maurizio d'Orange marciò nell'Overijssel per contrastare le mosse degli spagnoli. Le forze di Maurizio erano pari a 10 000 fanti e 3000 cavalieri con diversi pezzi d'artiglieria, questi ultimi trasportati via acqua.

## La campagna militare e l'assedio
Il 4 maggio, dopo il fallimento dell'attacco a Schenkenschanz, gli spagnoli si spostarono attorno al forte, attraversarono il fiume Mosa tra Kessel e Theren ed invasero l'isola di Bommelerwaard. All'arrivo di ulteriori truppe a Tieler ed a Bommelerwaard, le truppe spagnole si focalizzarono dapprima sul forte di Crèvecoeur che sbarrava loro la strada che venne preso velocemente e quindi ebbe inizio l'assedio di Zaltbommel. Maurizio d'Orange rapidamente concentrò le proprie forze attorno alla città di Zaltbommel ed al suo interno, gettando trincee ed inviando un distaccamento alla città di Alst. Due giorni dopo gli spagnoli al comando di Mendoza lanciarono un furioso assalto a Zaltbommel, che venne respinto con pesanti perdite. Malgrado ciò Mendoza continuò l'avvicinamento e piazzò i cannoni scavando trincee, mentre giornalmente si tenevano piccole schermaglie. Le forze anglo-olandesi erano preparate ad ogni modo a sfruttare il fiume al massimo del suo potenziale. Inviarono 280 navi, diverse con cannoni a bordo, e 379 carri da terra con provviste a bordo oltre a 356 cavalli sul posto per trainare i pezzi d'artiglieria.

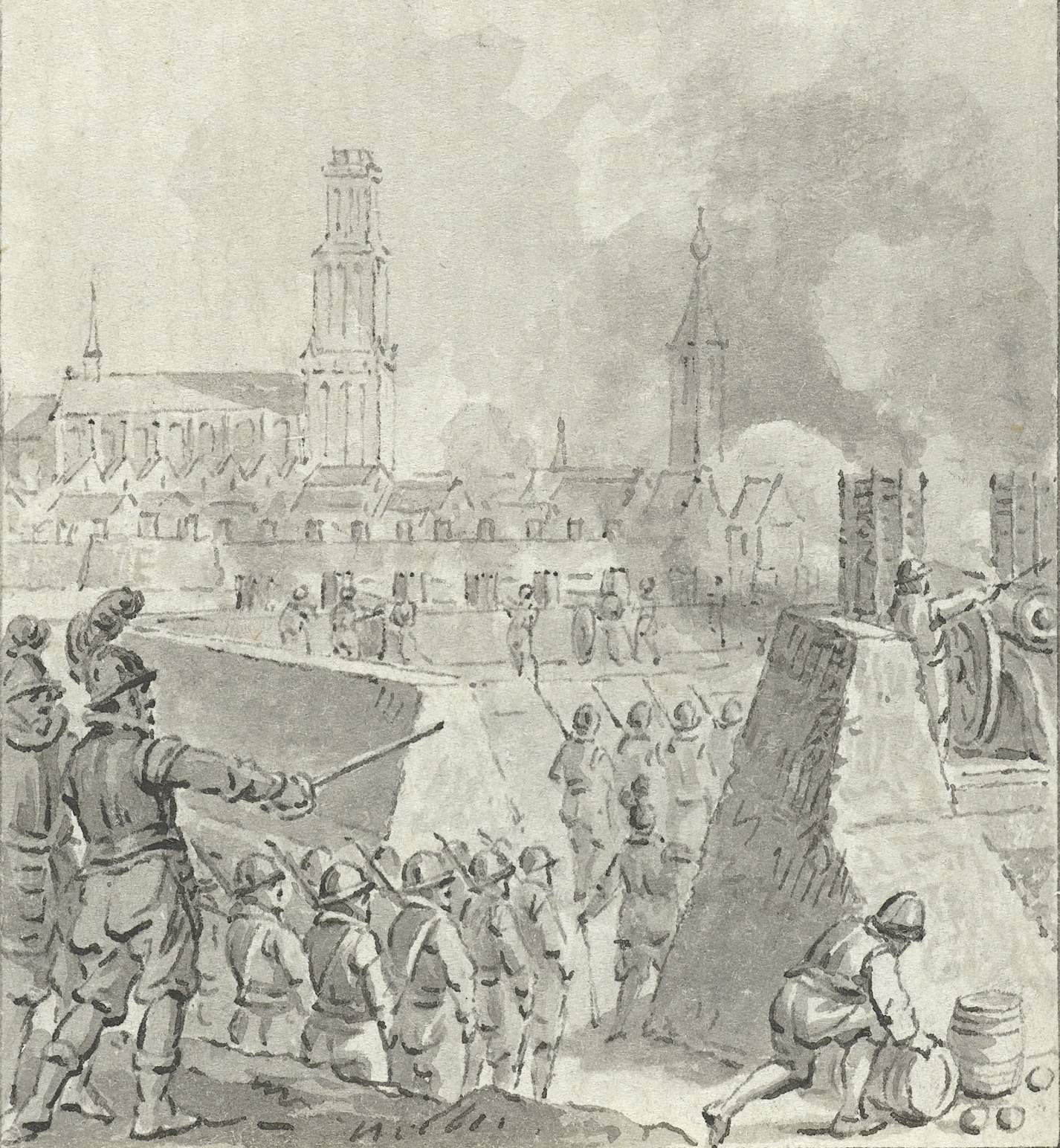
L'assedio di Zaltbommel, incisione di Jacobus Buys

Il 13 giugno, Maurizio d'Orange fu in grado di aprire il fuoco sull'accampamento degli spagnoli, il che obbligò questi ultimi ad iniziare veramente l'assedio che ad ogni modo Mendoza sperava essere di breve durata. Mendoza si ritirò sull'isola ed iniziò la costruzione di una formidabile fortezza sul lato est, proprio di fronte all'isola di Voorn ad ovest di Heerewaarden. Questo forte venne chiamato "Forte San Andres" in onore del collega di Mendoza, il cardinale Andrea d'Austria. Maurizio tentò di fermare questi lavori con un bombardamento sul sito; gli spagnoli riuscirono comunque a costruire due bastioni presso il fiume Waal, due sul fiume Maas e un quinto nell'entroterra, connessi tutti da mura perimetrali e coi fiumi come fossato. Maurizio piantò i propri pezzi d'artiglieria sulla riva opposta, continuando a bombardare pesantemente le posizioni nemiche, ma per diversi giorni i due eserciti risultarono completamente inattivi.
Il 24 giugno una forza al comando del conte Guglielmo Luigi di Nassau-Dillenburg e di sir Horace Vere attraversò il fiume e sul fare del giorno si pose in formazione a mezzaluna presso l'abitato di Heerewaarden a breve distanza dal forte di San Andres. Il giorno successivo, 3000 tra spagnoli e italiani, incoraggiati da un gruppo di monaci, lanciò un furioso assalto al nemico, costringendo gli anglo-olandesi a cercare rifugio dietro le palizzate costruite ed a combattere corpo a corpo. Vere, assistito dal colonnello scozzese Edmunds, riuscì a scalzare gli spagnoli seppur con pesanti perdite. Il colonnello scozzese Murray, attempato veterano dell'inizio della guerra degli ottant'anni, rimase ucciso nell'operazione.

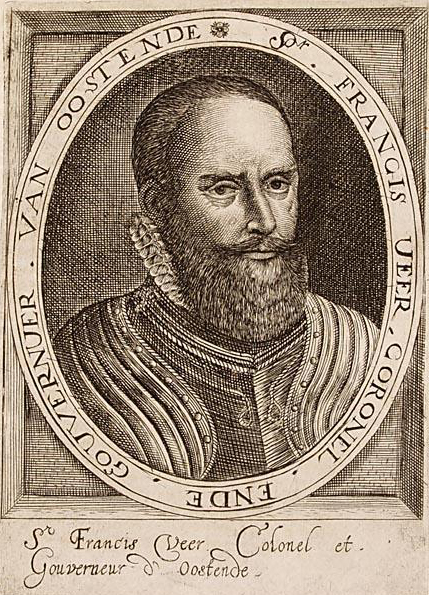
Sir Francis Vere

Maurizio nel frattempo decise che l'unico modo per salvare la situazione che si presentava critica era quello di rifornire i difensori di Zaltbommel tramite Heerewaarden gettando un ponte. I genieri olandesi presero con loro quattordici chiatte e le unirono tra loro, ancorandole tra l'area ad est di Tuil ed il porto di Zaltbommel. Il ponte era grande abbastanza da consentire il passaggio di due carri in direzioni opposte. Poco dopo venne costruita una posizione fortificata per difendere il sito presso Lithoijen.
Per impedire che gli spagnoli raggiungessero il ponte di barche e accerchiassero la città da ovest, Maurizio ordinò quindi di abbattere la diga di Gameren, inondando così la campagna circostante. Poco dopo sir Francis Vere attraversò il fiume con 6000 uomini e riuscì ad attaccare con successo la posizione degli spagnoli. Il morale degli spagnoli era a terra e Mendoza e il suo secondo in comando erano in lotta per il controllo completo dell'armata. I soldati, non più pagati e male armati, si rivoltarono incrementando il numero dei disertori. A questi problemi si aggiungeva la crescente difficoltà di riuscire a risolvere l'assedio di Zaltbbommel e per questo Mendoza ordinò la ritirata verso Bommelerwaart. Quando gli anglo-olandesi vennero a sapere della ritirata degli spagnoli, dalla città partì una sortita al campo nemico per razziarlo. Sul posto vennero catturate armi, donne e bambini e prigionieri malati, ma gran parte di questi vennero rilasciati.
Il 22 luglio Mendoza si era ormai ritirato completamente dopo aver perso 2000 uomini sul campo.

## Conseguenze

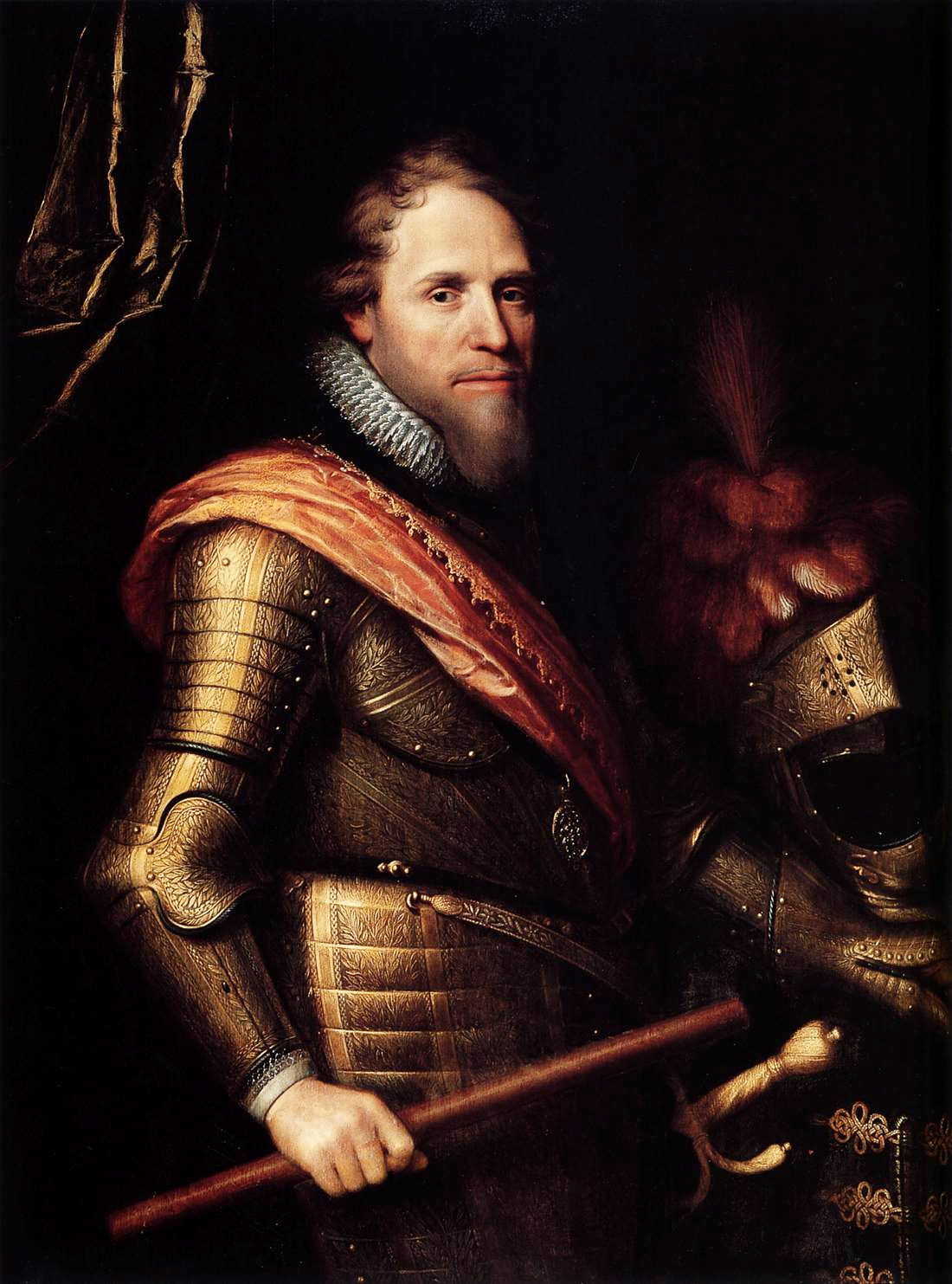
Maurizio d'Orange, ritratto di Michiel Jansz van Mierevelt

Con la fine dell'assedio e la ritirata degli spagnoli, Maurizio era intenzionato ora ad eradicare la presenza degli spagnoli dall'intera regione di Bommelerwaard. Prima di ritirarsi, Mendoza lasciò 3000 uomini al forte di San Andreas ma a meno di sei mesi di distanza questo venne assediato dagli anglo-olandesi.
L'intera campagna militare nella regione di Bommelerwaard risultò un tremendo fallimento per gli spagnoli. Vere fece rapporto a Robert Cecil sull'accaduto e sul morale del nemico che era ormai in pessimo stato, richiedendo una valida controffensiva per approfittare del momento di debolezza del nemico.